# Telefon aneb Láska ve třech
Telefon aneb Láska ve třech, uváděno často pod zkráceným názvem Telefon, (v anglickém originále The Telephone, or L'amour à trois) je jednoaktová opera buffa italsko-amerického skladatele Giana Carla Menottiho na vlastní libreto. Poprvé ji uvedla, a to v kombinaci s Menottiho dvouaktovou vážnou operou Medium, Ballet Society v newyorském Heckscher Theater 18. února 1947. Broadwayská premiéra se konala ve stejném obsazení 1. května 1947 v Ethel Barrymore Theater. Představení trvá asi 25 minut.

## Vznik, charakteristika a historie opery
Jednoaktovku Telefon objednala u Menottiho Ballet Society, aby jí doplnila dvouaktové Medium na celovečerní program. Menotti po vzoru italské opery buffy 1. století koncipoval Telefon jako komické intermezzo mezi oběma akty tragického Media, lze ji však hrát i jako úvodní hru. Je to Menottiho nejstručnější opera a zdařile paroduje uspěchaný životní styl mladých Američanů. Skladatel Virgil Thomson o ní ve své kritice prohlásil: „Je veselá a zábavná a skrznaskrz lidská … prostoupená přímočarou lidskostí, která přináší vítanou notu upřímnosti do současné operní tvorby.“
Díky stylové návaznosti na klasické vzory, jako je Pergolesiho Služka paní, je styl této opery – například v krátké předehře – příbuzný soudobému neoklasicismu Stravinského nebo Prokofjeva. Připomíná také jiné variace na buffu z 1. poloviny 20. století jako Zuzančino tajemství od Ermanna Wolfa-Ferratiho nebo Tam a zpět od Paula Hindemitha, s nimiž bývá v divadlech někdy spojována. Hudba je často až groteskní, komorní orchestr zastupuje hlasy přátel, se kterými hrdinka opery Lucy telefonicky hovoří, přičemž tyto hlasy jsou ostře diferencovány a charakterizovány.
Již při své první inscenaci Telefon sklidil u publika velký úspěch. V kombinaci s Mediem dosáhl na Broadwayi 212 představení (1. května až 1. listopadu 1947, následovalo i několik revivalů a celkový počet představení přesáhl tisícovku) a inscenace hned následujícího roku a znovu, s podporou ministerstva zahraničí, roku 1955 hostovala v Londýně (poprvé 29. dubna 1948) a Paříži (poprvé 2. června 1948). Telefon brzy pronikl i do jiných evropských divadel (Benátky Teatro La Fenice 1948, Hamburk 1952, Florencie 1955, Monte Carlo 1957, Kodaň 1964, Paříž Opéra-Comique 1968, San Remo 1968… Káhira 2012). V říjnu 2014 uvedl Telefon (spolu s Amélie jde na ples) v Monte Carlu jakožto dirigent Plácido Domingo.
Podle statistik serveru Operabase je Telefon nejhranější Menottiho operou v profesionálních divadlech. Krátká, inscenačně zcela nenáročná a humorná opera je však v anglicky mluvícím prostředí velmi oblíbená i mezi amatéry. Česká premiéra klavírní verze opery proběhla 6. září 2021 na pražské HAMU v rámci koncertu orchestru NeoKlasik pod vedením dirigenta Václava Dlaska. Jako sólisté se představili Zuzana Kopřivová a Jiří Poláček. 

## Osoby a první obsazení
| Osoba                   | hlasový obor       | světová premiéra (18.2.1947) |
| ----------------------- | ------------------ | ---------------------------- |
| Lucy, mladá Američanka  | soprán             | Marilyn Cotlow               |
| Ben, zamilovaný do Lucy | baryton            | Frank Rogier                 |
| Dirigent:               | Dirigent:          | Jascha Zayde                 |
| Režie:                  | Režie:             | Gian Carlo Menotti           |
| Výprava a kostýmy:      | Výprava a kostýmy: | Horace Armistead             |

## Instrumentace
Flétna, hoboj, klarinet, fagot, lesní roh, trubka, bicí, klavír, smyčce.

## Děj opery

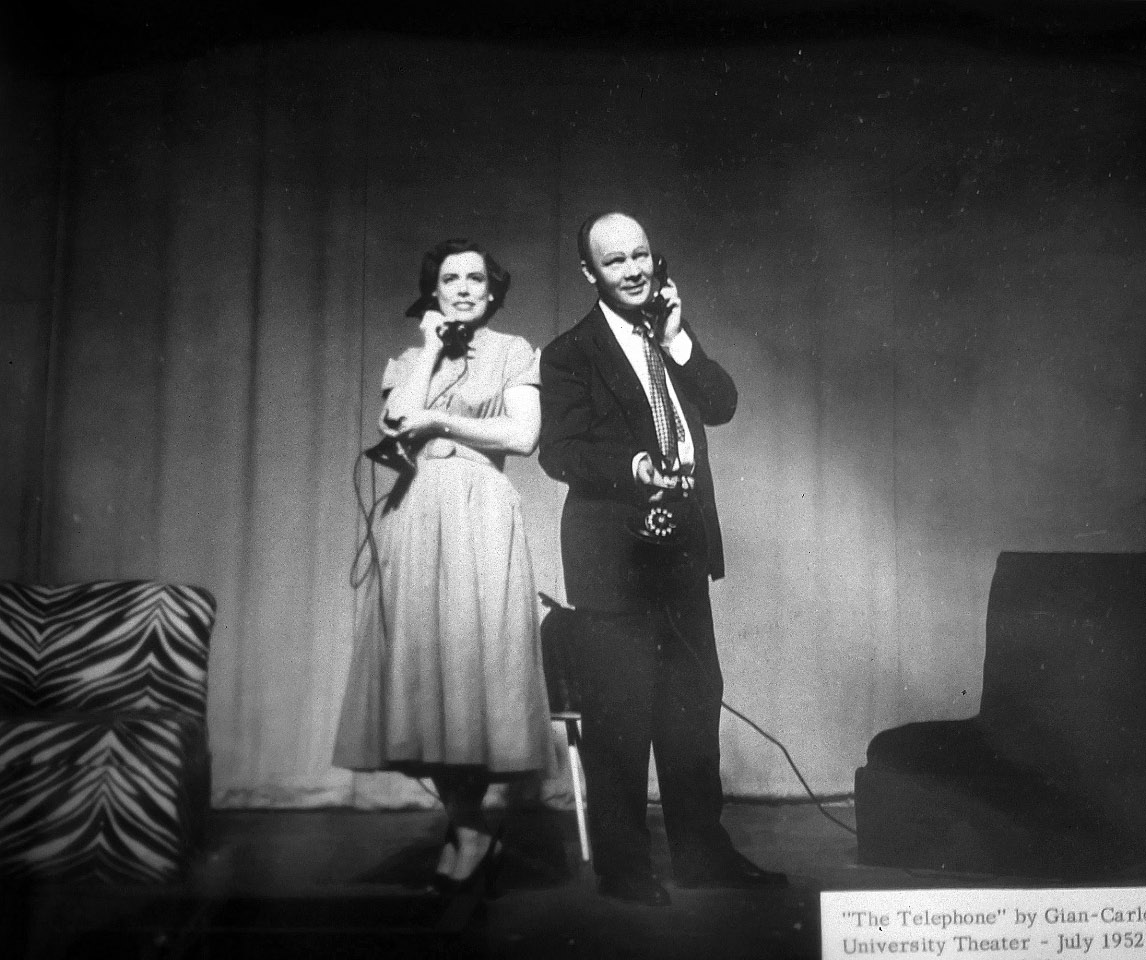
Scéna z amatérského představení Telefonu na Catholic University of America ve Washingtonu roku 1952

Odehrává se v Lucyině bytě ve Spojených státech, „v současnosti“ (tj. 40. letech 20. století).
Ben přichází k Lucy, do níž je zamilován. Přináší jí dárek, a než ji bude muset opustit (za hodinu mu jede vlak) rád by jí řekl něco velmi důležitého – hodlá ji totiž požádat o ruku. Než se však stačí srozumitelně vyjádřit, zvoní telefon a Lucy se pouští do zdlouhavého rozhovoru se svou přítelkyní Margaret (árie Lucy Hello! Hello! Oh. Margaret, it's you). Zatímco ji rozhovor dobře naladí, Bena se zmáhá netrpělivost. Nový pokus o vyznání je vzápětí přerušen novým telefonátem, tentokrát se však jedná o omyl. Ben se snaží upozornit na to, že spěchá, na zmínku o čase však Lucy reaguje tím, že vytočí linku s přesným časem. Ben krátce poděkuje a začíná znovu svou řeč, přeruší jej však opět nový telefonát. K Lucyinu známému Georgovi se doneslo, co o něm Lucy povídala svým kamarádům (árie Lucy Hello? Hello? Why, George, it's you!).
Ben se málo účinně snaží rozrušenou Lucy utěšit. Když se ta vzdálí pro kapesníček, vyjadřuje své zoufalství nad prokletým přístrojem a chystá se mu přestřihnout šňůru (árie Bena Try again and again). Lucy se včas vrátí a mateřsky se telefonu ujímá. Navíc nemůže teď s Benem hovořit, musí nejprve zavolat Pamele, aby jí sdělila obsah hovoru s Georgem. Zatímco s ní hovoří, Ben si otevřeně zoufá a nakonec odchází, aniž by jí řekl, kvůli čemu přišel (duet It will only take a moment / Lucy, dear, please not now... Hello! This is Lucy / I've waited hour after hour).
Lucy dohovoří a cítí se bez Bena najednou sama. Ten se však zcela nevzdal: z pouliční telefonní budky se dovolá Lucy a konečně má její pozornost vyhrazenu pro sebe. Lucy vyslechne jeho nabídku k sňatku a radostně ji přijímá. Klade Benovi na srdce, aby jí denně volal a aby především nezapomněl její telefonní číslo (milostný duet Hello? – Hello! – Where are you, darling? ... Oh! Please don't forget to call my number!).

## Diskografie
- 1947 (LP CBS M2P 39532; CD vydáno 2000, Pearl; 2011, Naxos) Zpívají (Lucy) Marilyn Cotlow, (Ben) Frank Rogier. Diriguje Emanuel Balaban.
- 1979 (LP Louisville 767) Zpívají (Lucy) Paula Seibel, (Ben) Norbert Orth. Louisville Orchestra řídí Jorge Mester.
- 1992 (CD Nuova Era 7122, znovu vydáno 2007) Zpívají (Lucy) Anne Victoria Banks, (Ben) Gian Lucca Ricci. Orchestra da Camera di Milano řídí Paolo Vaglieri.
- 1994 (CD Albany TROY 173) Zpívají (Lucy) Jeanne Ommerlé, (Ben) Richard Holmes. New York Chamber Ensemble řídí Stephen Rogers Radcliffe.

## Filmografie
- 1968 (televizní inscenace SFB/ÖRF). Zpívají (Lucy) Anja Silja, (Ben) Eberhard Wächter. Diriguje Wolfgang Rennert. Režie Otto Schenk. Zpíváno v němčině.
- 1991 (Video Decca 071 103 3, spolu s Poulencovým Lidským hlasem. DVD vydáno 2006) Zpívají (Lucy) Carole Farley, (Ben) Russel Smythe. Scottish Chamber Orchestra řídí José Serebrier. Režie Mike Newman.